# Pseudocnus echinatus
Pseudocnus echinatus is een zeekomkommer uit de familie Cucumariidae.
De wetenschappelijke naam van de soort werd in 1881 gepubliceerd door Emil von Marenzeller.